# Carl Walther GmbH
Carl Walther GmbH, známý též jen jako Walther, je německý výrobce zbraní se sídlem v Ulmu a v Arnsbergu a dceřiná společnost skupiny PW. Firmu založil v roce 1886 puškař z městečka Zella-Mehlis Carl Wilhelm Freund Walther. Zbrojovka od té doby vyrostla v jednoho z nejznámějších výrobců střelných zbraní, a to jak palných, tak vzduchových.
Walther Arms, Inc. je americká pobočka firmy Walther se sídlem ve Fort Smith v Arkansasu.

## Historie

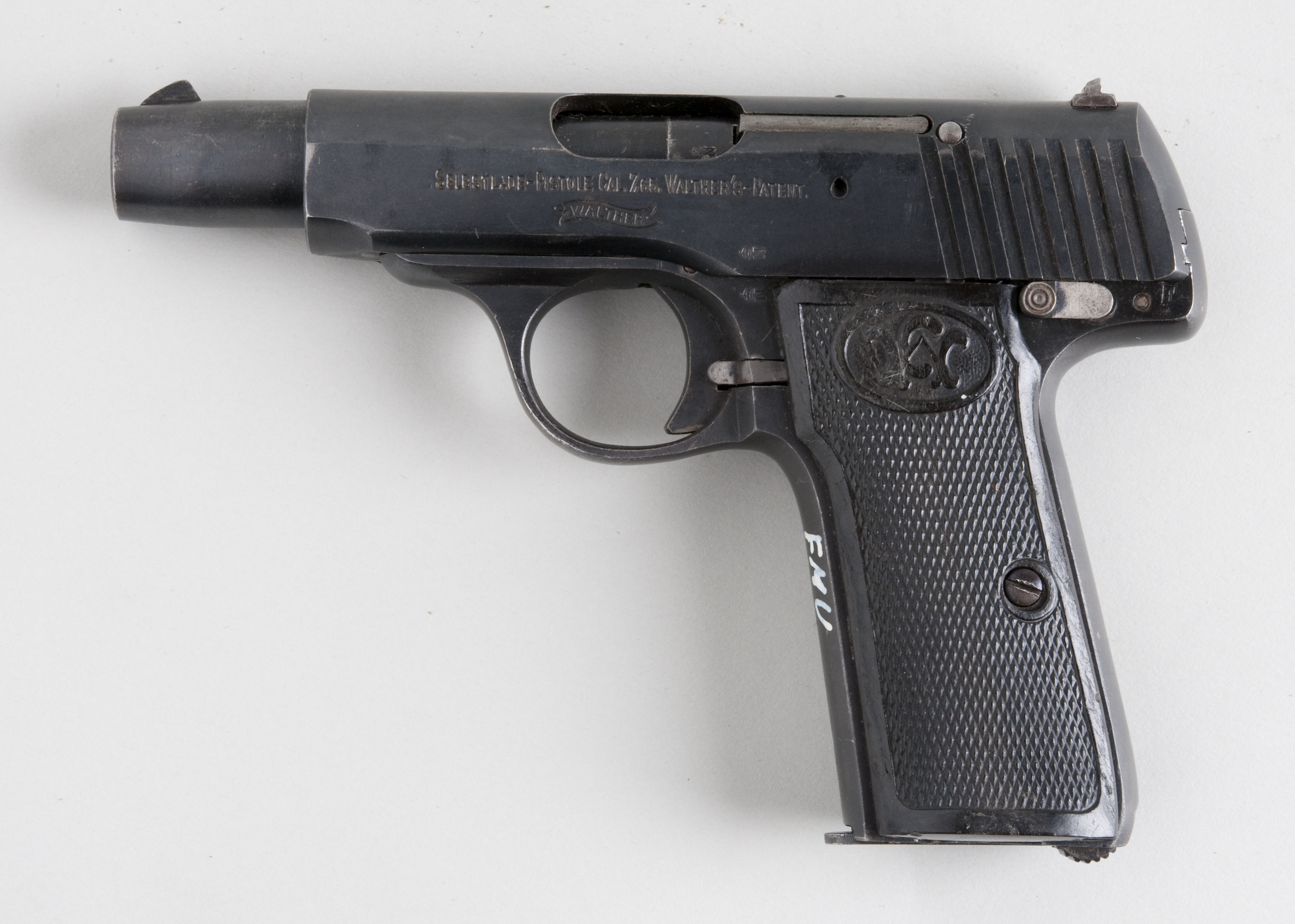
Walther Model 4 ráže 7,65 mm

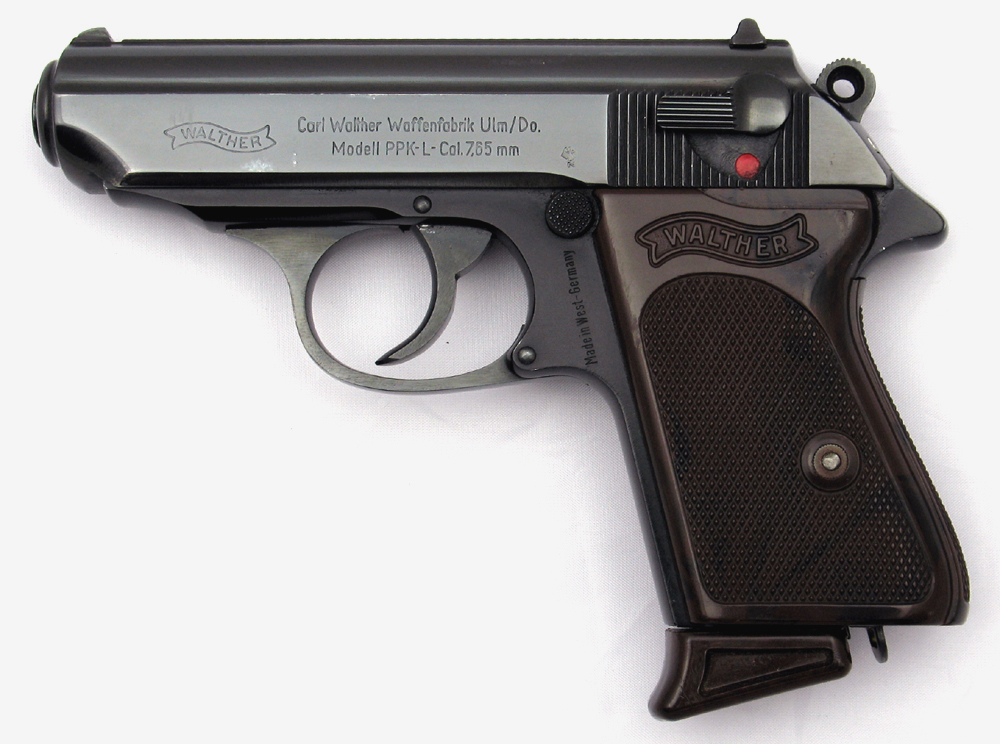
Walther PPK-L ráže 7,65 mm

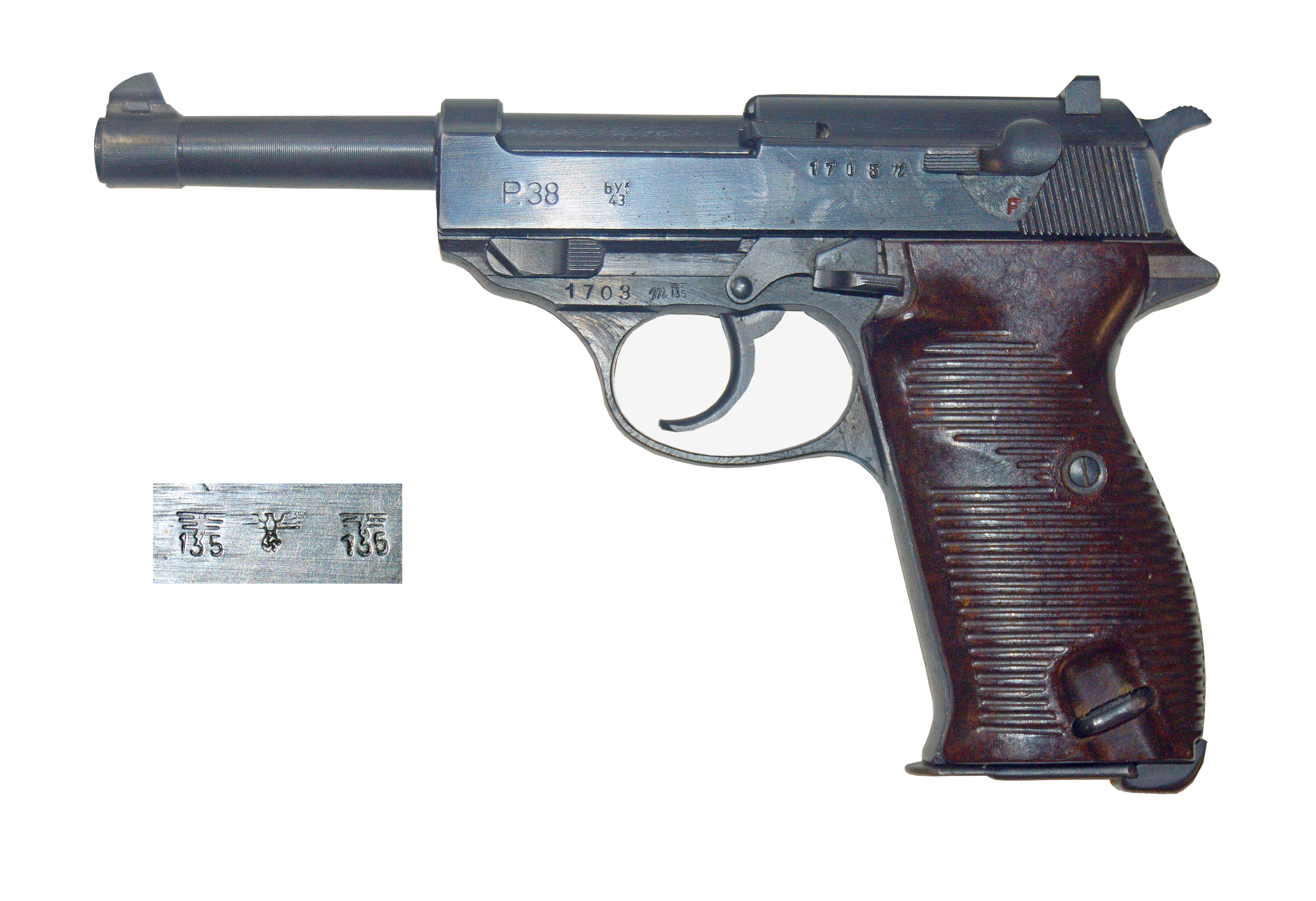
Walther P38 ráže 9 mm

### Do 2. světové války
Spojení rodiny Waltherů se střelnými zbraněmi lze vystopovat až ke kasselskému hlavnímu zbrojíři a puškaři z 18. století Matthiasi Conradu Pistorovi, který roku 1780 založil v Durynsku továrnu na výrobu pistolí a dalších zbraní. Vnučka Gustava Wilhelma Pistora se provdala za slévače Augusta Theodora Walthera, otce Carla Wilhelma Freunda Walthera.
Historie vlastní zbrojovky Walther se začala psát roku 1886, když Carl Wilhelm Freund Walther založil v městysi Zella St. Blasii (dnes Zella-Mehlis) v Durynsku malou puškařskou dílnu. V tomto rodinném podniku, který původně vyráběl lovecké a terčové zbraně, se vyučili i tři z jeho pěti synů. Carl se roku 1888 oženil s Minnou Georginou Pickertovou, dcerou Christiana Friedricha Pickerta ze zavedeného podniku Arminius Waffenwerk, který vyráběl revolvery a rovněž sídlil v Zella St. Blasii. Měli spolu pět synů, Fritze, Georga, Wilhelma, Ericha a Lothara. Právě Fritz Walther (1889–1966) převzal po otcově smrti v roce 1915 vedení společnosti.

#### Pistole
Avšak až teprve v roce 1908 se na popud Carlova nejstaršího syna Fritze začala rodinná firma věnovat výrobě pistolí. Modely 1 až 5 a 7 až 9 měly ráži 6,35 mm a 7,65mm. Model 6, který se začal vyrábět v roce 1915, byl prvním, avšak neúspěšným pokusem zbrojovky Walther o pistoli s nábojem 9 mm Luger. Zbraň měla neuzamčený dynamický závěr, pro malý zájem však bylo vyrobeno pouze asi 1000 pistolí. Nicméně její vzácnost z ní učinila sběratelsky velice ceněný kousek. Naopak Model 8 ráže 6,35 mm, vyráběný od roku 1920 do roku 1943, se stal velice oblíbenou občanskou, policejní a důstojnickou zbraní.
V roce 1929 uvedla firma na trh kapesní pistoli Walther PP (PP = Polizei Pistole) s dvojčinnou spouští. Jak už napovídá název, šlo o pistoli pro vyzbrojení uniformované policie. Nejprve se používala ráže 7,65 mm Browning, později se vyráběly rovněž verze v rážích 9 mm Browning krátký a .22 Long Rifle. Roku 1931 ji následoval model Walther PPK (Polizeipistole Kriminal). Šlo o menší verzi modelu PP, jež byla určena pro kriminální policii jako zbraň pro skryté nošení. Model PPK se od předchozího modelu lišil i konstrukcí těla zbraně, na jehož rukojeti byla nasazena jednodílná pažbička (model PP měl dvoudílné střenky rukojeti). Nejběžnější ráže modelu PPK byla 7,65 mm Browning. Od roku 1933 se v menších sériích vyráběly i pistole ráže .22 Long Rifle a 9 mm Browning krátký. Ve velmi malém počtu i ráže 6,35 Browning. Obliba této zbraně celosvětově nesmírně vzrostla poté, co ji v mnoha filmech používal jako svoji osobní zbraň tajný agent 007 James Bond.
Pistole řady PP byly první velkosériově vyráběné pistole.
V roce 1938 získala zbrojovka zakázku na služební pistoli pro Wehrmacht. Měla nahradit oblíbené, ale výrobně velmi náročné, a proto drahé pistole Luger P.08. Touto zbraní se stala pistole Walther P38 ráže 9 mm Luger. Fungovala na principu krátkého zákluzu hlavně. Uzamčení závěru zajišťovala výkyvná závora. Spoušťové ústrojí bylo dvojčinné. Pistole se dala snadno čistit a měla velmi účinné pojistné systémy, včetně úderníkové pojistky. Walther P38 se stal velmi oblíbenou a vyhledávanou válečnou trofejí.

#### Jiné zbraně
V období mezi dvěma světovými válkami vyráběla zbrojovka Walther i řadu dalších zbraní, z nichž některé byly částečně průkopnické. Patřily mezi ně:
- poloautomatická brokovnice s pákovým uzávěrem – dnes vyhledávaný sběratelský předmět
- „olympijská“ vzduchová pistole úspěšná na LOH 1936 a její „lovecká“ verze – po 2. světové válce se stala základem pro vývoj sportovní pistole švýcarské zbrojovky Hämmerli
- malá lovecká opakovačka ráže .22 Long Rifle – úspěšný model Walther-KKJ 22

### 2. světová válka

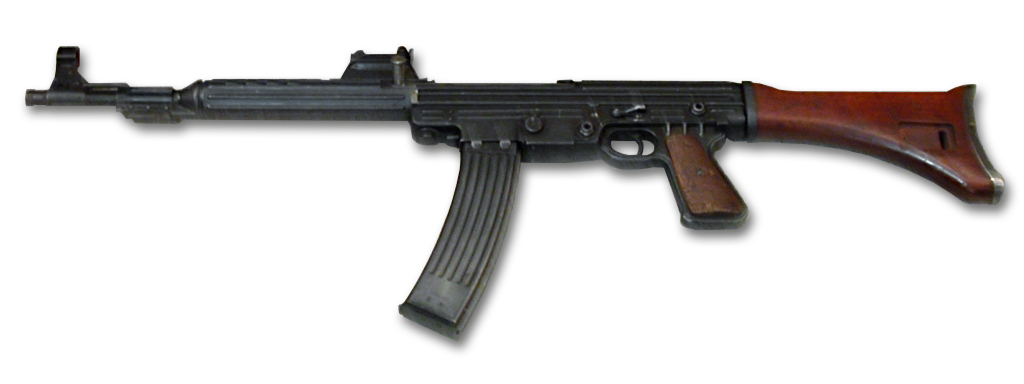
MKb-42(W) zbrojovky Carl Walther

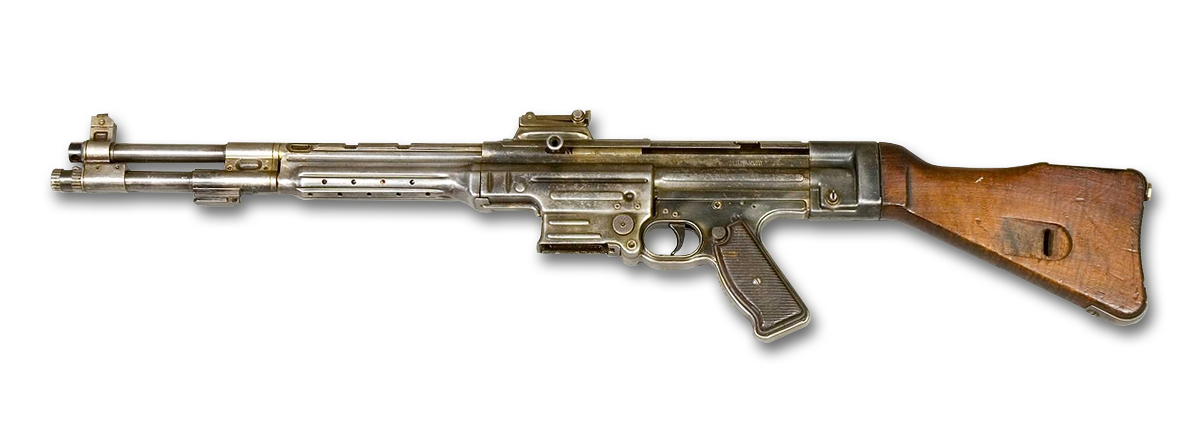
„Strojní karabina“ MKb-42(H) zbrojovky C. G. Haenel

Počátkem 2. světové války byla zbrojovka Walther jako jeden z klíčových německých zbrojních závodů začleněna do válečné ekonomiky. Kromě zvýšené výroby modelů PP, PPK a P38 se zde vyráběly i signální pistole a samonabíjecí puška G 43 komorovaná pro náboj 7,92 × 57 mm Mauser, což byla zdokonalená verze předchozího modelu G 41. Mimo to se firma z příkazu armádního zbrojního úřadu podílela společně se zbrojovkou C. G. Haenel na přípravě prototypu útočné pušky StG 44. Verze označená MKb-42(W), vyvinutá zbrojovkou Walther, s otevřeným závěrem, se při vojskových zkouškách ukázala jako méně vhodná, a proto se předchůdcem útočné pušky stala „strojní karabina“ neboli verze MKb-42(H), kterou vyvinula suhlská zbrojovka C. G. Haenel.
V letech 1942–1945 využívala zbrojovka otrocké práce vězňů koncentračního tábora Neuengamme, v jehož prostorách provozovala svůj výrobní závod, Metallwerke Neuengamme nazývaný Walther-Werke. Zde se vyráběly pistole P38 a samonabíjecí pušky G 43. Od počátku roku 1945 také útočná puška pro jednotky německé domobrany (Volkssturmu) neboli Volkssturmgewehr VG 1. V sídle zbrojovky v Zella-Mehlis musely za války pracovat stovky totálně nasazených dělníků.
Zbraně vyrobené zbrojovkou Walther během 2. světové války lze rozpoznat podle kódového označení „ac“.

### Po roce 1949

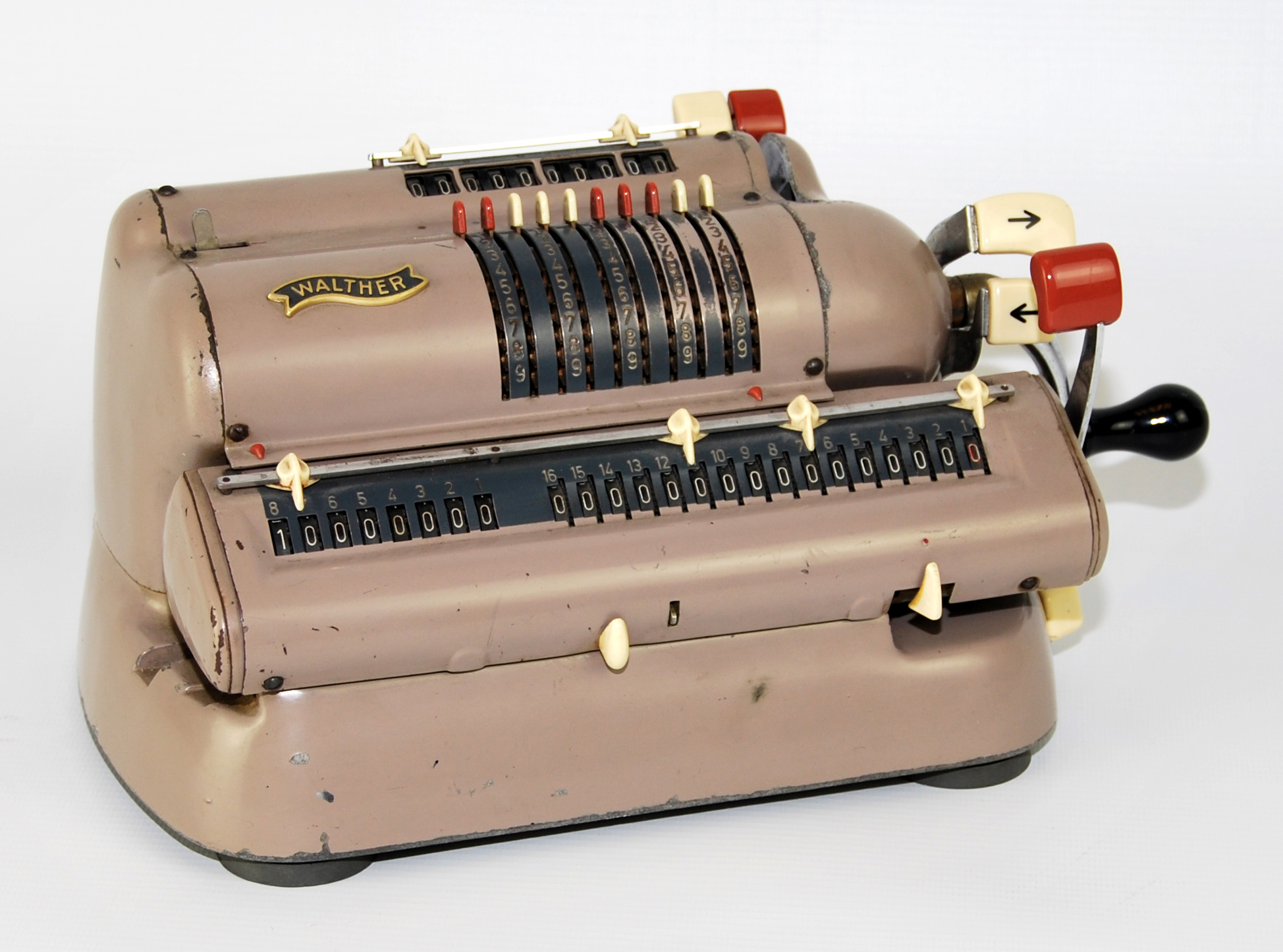
Kalkulačka Walther WSR 160 (1956–1968)

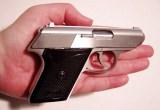
Walther TPH ráže 5,6 mm

Po vzniku Spolkové republiky Německo v květnu 1949 byl Carlův nejstarší syn Fritz nucen začít znova. Továrna v Zella-Mehlis byla zničena a Durynsko se nacházelo v sovětské okupační zóně. Ze zbrojovky tak zbyl jen soubor konstrukčních nákresů a asi 80 patentů. Stejně jako kdysi jeho otec začal i Fritz v malé dílně ve spolkové zemi Bádensko-Württembersko, kde se nejprve rozběhla výroba kancelářských kalkulaček. Kromě zbraní totiž firma v letech 1924 až 1974 vyráběla kancelářské a pokladní kalkulačky. Tomuto podnikání se dařilo, takže již roku 1950 mohl Fritz Walther začít v Ulmu s výrobou vzduchovek.
Postupně se rozjela výroba stále oblíbených pistolí PP a PPK, k nimž roku 1957 přibyla i pistole P38, nově označená P1, jíž byly vyzbrojovány jednotky nově založeného Bundeswehru. Následovaly „kapesní“ modely TP (1961–1971) a TPH (1968–dosud) ráží 5,6 mm (.22 Long Rifle) a 6,35 mm Browning. Roku 1972 přibyla celoocelová varianta PP označená PP-Super ráže 9 × 18 mm Ultra, v polovině 70. let model Walther P5 ráže 9 mm a posléze Walther P88 ráže 9 × 19 mm Parabellum (1983–2000). Zatím poslední pistolí z produkce zbrojovky Walther je model Walther P99 (1997–dosud) ráže 9 a 10,1 mm (náboje 9 × 19 mm Parabellum, .40 S&W a 9 × 21 mm.
Současně s výrobou pistolí se rozvíjela i výroba sportovních a loveckých zbraní. Šlo například o soutěžní malorážní pušky řady KKS a KKM vyráběné od roku 1953, vzduchové pistole LP53, LP2 a LP3 a pistole pro sportovní střelbu PP-Sport ráže 5,6 mm, GSP, ráže 5,6 mm a .32 S&W (8,1 mm) a olympijská rychlopalná pistole OSP ráže .22 short (5,6 mm).
V letech 1963–1985 vyráběla zbrojovka rovněž samopaly série Walther MP. Šlo o verzi MPL a zkrácenou MPK, obě ráže 9 mm Luger. V letech 1982–1988 také odstřelovací pušku WA 2000 s rážemi 7,62 × 51 mm NATO, .300 Winchester Magnum a 7,5 × 55 mm Swiss.
Když Fritz Walther v prosinci 1966 zemřel, převzal vedení společnosti jeho syn Karl-Heinz (1923–1983). Zbrojovka se pod jeho vedením více zaměřila na sportovní sektor.

### Převzetí
V roce 1993 převzal zbrojovku Walther německý výrobce vzduchových, plynových, airsoftových, paintballových a signálních zbraní Umarex Sportwaffen GmbH & Co. KG z Arnsbergu v Severním Porýní-Vestfálsku. Umarex pokračoval dál ve výrobě zbraní pod značkou Walther v Ulmu a v Arnsbergu.
Roku 1999 se americká zbrojovka Smith & Wesson stala autorizovaným dovozcem zbraní značky Walther do USA.
V únoru 2006 získal Walther v rámci skupiny Umarex od společnosti SAN Swiss Arms AG. ochrannou známku a práva na užívání značky bývalého švýcarského výrobce sportovních zbraní Hämmerli. Výrobu, prodej a servis provádí Carl Walther GmbH v Ulmu.